# سوولودس زلونیس
سوولودس زلونیس (لتونیایی: Vsevolods Zeļonijs؛ زادهٔ ۲۴ فوریهٔ ۱۹۷۳) جودوکار اهل لتونی بود.